# Patricia Holmes (política)
Patricia Holmes é uma ex-membro do Senado de Michigan.
Holmes era filha do senador estadual de Michigan David S. Holmes Jr.. Após a morte do seu pai, ela ganhou uma eleição especial que lhe permitiu suceder ao seu pai. Holmes serviu na cadeira do Senado de Michigan que representou o 4º distrito de 29 de novembro de 1994 a 31 de dezembro de 1994. Ela não ganhou as primárias democratas para o mesmo cargo naquele mesmo ano.